# Mozaik
Mozaik je odavna poznata slikarska zidna tehnika, koja se izvodi slaganjem raznobojnih, manje ili više pravilnih kockica kamena, obojenog stakla, glazirane keramike. Poznate su talijanske mozaičke kockice (teserae) proizvedene u muranskim staklarnicama u više dimenzija i velikom broju različitih boja i tonova.
Kamene kockice dobivaju se usitnjavanjem (čekićem, kliještima, itd.) različitih vrsta obojenog kamena. Tako usitnjene, kockice se koriste ovisno o svom obliku i boji. Kockice se utiskuju u svježu žbuku, cement, masu na bazi disperzije umjetne smole, razna ljepila, poliesterske smole (od koje se mogu praviti i kockice) i slično.
Mozaikom se oslikavaju zidne, podne ili svodne površine. Podni mozaici su uglavnom od kamenčića, a zidni mogu biti i od drugih materijala. 
Zlatno razdoblje mozaik je doživio u Bizantu (prije toga je široku upotrebu imao u Grčkoj i Rimu), pa iako se kasnije koristio, manje je bivao zastupljen nego neke druge, jednostavnije slikarske tehnike.
Još od drevnih (antičkih) vremena poznata su nam dva načina izvedbe mozaika:
1. opus tesselatum - sastavljen od kamenih kockica (nisu uvijek istih dimenzija) a između kockica vidljiv je vezivni materijal (tzv. fuge)
2. opus vermiculatum - sastavljen od sitnijih kockica, međusobno tijesno povezanih, tako da se jedva vide ivice i međuprostori između njih. Kockice su uglavnom iste veličine, a izrađene su od kamena, stakla ili glaziranih odlomaka keramike.

Osim „običnog“ mozaika, postoji i tehnika mikromozaika, mnogo složenija, iste osnove, no puno dojmljivijih rezultata, rezervirana samo za iznimno uporne i strpljive, koji ne žale izgubiti vrijeme kako bi postigli što dojmljiviji rezultat.

## Tehnologija izrade
Počinje kad je skica u boji prenesena na karton. Slika na kartonu je bez suvišnih i sitnih 
detalja jer se oni u mozaiku vrlo teško mogu izvesti. Kockice se tada biraju po načelu najpogodnije boje i oblika i svojom najpovoljnije obrađenom (uglavnom najravnijom stranom) lijepe na određeno mjesto slike ljepilom topivim u vodi (metilceluloza - ljepilo za zidne tapete, tutkalo...). Između kockica se ostavljaju razmaci do 1 mm u koje će kasnije ući vezivo.
Kad se slaganje završi, pripremi se okvir dimenzija mozaika, s letvicama višim od debljine 
kockica za jedan centimetar, na čijoj je unutarnjoj strani razapeta žičana mreža, koja ima ulogu armature za žbuku (ili bilo koje vezivo koje kasnije ispunjava taj prostor). Pripremljeni mozaik treba prethodno navlažiti da ne bi naglo povukao vlagu iz veziva i time ga oslabio, što bi dovelo do pucanja. Kao vezivo mozaičkih kockica obično se koristi cementna pasta miješana u omjeru 2:1 (2 dijela opranog suhog pijeska i 1 dijela cementa).
Voda se dodaje dok se ne dobije masa koja je toliko mokra da se na površini izlučuje tanak sloj vode ako je tučemo zidarskom žlicom. Kad se radi s tanjim kockicama, kao vezivo se može koristiti i keramičko ljepilo. Vezivom se mozaik prelije do visine okvira.
Kad se vezivo stvrdne mozaik se okrene, očisti od papira i ljepila toplom vodom i četkom.
Kod ugrađivanja mozaika na zid potrebno je zidnu površinu učiniti hrapavom, ako ona takva već sama po sebi nije. Zatim je potrebno nanijeti cementno vezivo pripremljeno od cementa i suhog pijeska u omjeru 1:3, u debljini većoj od debljine mozaičkih kamenčića. Složeni mozaik ili dijelove mozaika premažemo cementnom pastom pripremljenom od cementa i vode u omjeru 1:1. Mozaik se potom utiskuje u svježu cementnu žbuku.
Kad je cijeli mozaik postavljen na zid, papir se navlaži vodom i skine, a tek drugi dan ispire se četkama i vrše se korekture. Suhi mozaik moguće je i polirati, a to se izvodi voštanom pastom.

## Poznati mozaici
- mozaici u Eufrazijevoj bazilici u Poreču.
- mozaik borbe Aleksandra protiv Darija III.
- mozaici u crkvi San Vitale u Ravenni
- mozaici u crkvi sv. Petra u Veneciji

## Ostalo
- Ranokršćanstvo
- Bizantska umjetnost
- Islamska umjetnost i arhitektura